# Nävlinge församling
Nävlinge församling var en församling i Lunds stift och i Hässleholms kommun. Församlingen uppgick 2006 i Vinslövs församling.

## Administrativ historik
Församlingen har medeltida ursprung.
Församlingen var till 2006 annexförsamling i pastoratet Vinslöv och Nävlinge som från 1962 även omfattade Gumlösa församling och Sörby församling. Församlingen uppgick 2006 i Vinslövs församling.

## Kyrkor
- Nävlinge kyrka